# Édouard-Alfred Martel
Édouard-Alfred Martel (Pontoise, 1 juli 1859 - Montbrison, 3 juni 1938) wordt  gezien als de grondlegger van de moderne speleologie.

## Biografie
Édouard-Alfred Martel is geboren in Pontoise, Seine-et-Oise op 1 juli 1859. Als kind in een juristenfamilie gaat hij naar school in Parijs. Al snel raakt hij geïnteresseerd in aardrijkskunde en natuurwetenschappen en wint in 1877 de eerste prijs voor aardrijkskunde op het Concours général. Martel is liefhebber van het werk van Jules Verne.
In 1866, tijdens een vakantie met zijn ouders, bezoekt hij de Gargasgrotten in de Pyreneeën. Op andere reizen krijgt hij de kans om Duitsland, Oostenrijk en Italië te bezoeken. In 1879 bezoekt hij in Oostenrijk de Grotten van Postojna, een zeer groot grottenstelsel.
In 1886, na zijn dienstplicht, ontvangt Martel zijn titel in de rechten en wordt advocaat bij de Commerciële Rechtbank van de Seine. In zijn vrije tijd blijft hij door Frankrijk reizen. Daarbij besteedt hij ook aandacht aan cartografie. Vanaf 1883 raakt hij geïnteresseerd in de kalkplateaus van de Causses, gevormd door de Gorges van de Tarn, de Jonte, de Dourbie en de Lot.
In juni 1888 begint hij zijn carrière in de speleologie in de kloof van de Bramabiau (Gard). Samen met een aantal teamgenoten betreedt hij een rotsholte waar de rivier de Bonheur in verdwijnt. Iets verderop komt de rivier weer tevoorschijn in de Abîme de Bramabiau. De expeditie ontdekt een gangenstelsel van 2 kilometer lang. Diezelfde maand onderzoeken ze de Grot van Dargilan bij de Jonte tot anderhalve kilometer ver. De speleologie is geboren.
In 1889 publiceert hij Les Cévennes waarin hij de regio en haar schoonheid beschrijft. Ook bezoekt hij de Gouffre de Padirac in de Causse de Gramat, waar hij op 100 meter diepte een ondergrondse rivier ontdekt. Per kano onderzoekt hij samen met zijn neef Gaupillat een gangenstelsel van 2 kilometer lang.
In juli 1890 trouwt hij met Aline de Launay, zus van Louis de Launay, hoogleraar geologie. De samenwerking met Louis de Launay zal een wetenschappelijke basis vormen voor meerdere publicaties van Martel.
In 1892 onderzoekt hij de Tindoul de la Vayssière in Salles-la-Source bij Rodez.
In 1894 publiceert hij Les Abîmes, een boek waarin hij de ondergrondse wereld beschrijft die hij heeft ontdekt en bezocht in de periode 1888 tot 1893. In deze periode heeft hij meer dan 230 holtes en grotten bezocht en beschreven.
In 1895 breidt hij zijn onderzoeksgebied uit en organiseert expedities naar Ierland en Engeland. Hij ontdekt het ondergrondse meer van Marble Arch Caves in Noord-Ierland.

## Referentie
- Dit artikel of een eerdere versie ervan is een (gedeeltelijke) vertaling van het artikel Édouard-Alfred_Martel op de Franstalige Wikipedia, dat onder de licentie Creative Commons Naamsvermelding/Gelijk delen valt. Zie de bewerkingsgeschiedenis aldaar.